# Petrah
Petrah is een bestuurslaag in het regentschap Bangkalan van de provincie Oost-Java, Indonesië. Petrah telt 2957 inwoners (volkstelling 2010).